# Drago Pašalić
Pour les articles homonymes, voir Pašalić.
Drago Pašalić, né le 23 juin 1984, à Split, en Yougoslavie, est un joueur croate de basket-ball. Il évolue aux postes d'ailier fort et de pivot.

## Palmarès
- Coupe de Croatie 2004
- Vainqueur des Jeux méditerranéens de 2009